# مسگار د تاخو
مسگار د تاخو (به اسپانیایی: Mesegar de Tajo) یک شهرستان در اسپانیا است که در استان تولدو واقع شده‌است.

## خصوصیات
مسگار د تاخو ۱۸ کیلومترمربع مساحت و ۲۴۶ نفر جمعیت دارد و ۴۷۸ متر بالاتر از سطح دریا واقع شده‌است.